# 乌巴雅拉
乌巴雅拉（葡萄牙語：Ubajara）是巴西塞阿拉州的一个市镇。总面积421.037平方公里，总人口29344人，人口密度69.7人/平方公里。烏巴雅拉擁有全巴西面積最小的烏巴雅拉國家公園。